# Ričice (Proložac)
Ričice falu Horvátországban Split-Dalmácia megyében. Közigazgatásilag Proložachoz tartozik.

## Fekvése
Splittől légvonalban 53, közúton 75 km-re keletre, Makarskától légvonalban 25, közúton 53 km-re északkeletre, községközpontjától légvonalban 6, közúton 15 km-re északnyugatra a dalmát Zagora területén, Imotska krajina északnyugati részén fekszik. A település nevét földrajzi jellegzetességéről kapta. Télvíz idején a dombok között több patakocska, horvátul ričica csordogál, melyek közül a legnagyobb a Vrbica. Ezek a patakocskák aztán egy nagyobb időszakos vízfolyásba, a Ričinába folynak. Ričicén a Proložaci Ričina folyik keresztül, melyet Suvajának neveznek. 1979-ben a Suvaján a Ričice nevű nagy gát építésébe kezdtek, hogy ezáltal egy mesterséges tavat alakítsanak ki. A tónak az Imotski-mező vízellátását kellett biztosítania. A tó vize nagy termőterületet, valamint Parlovi és Topalušići települések több házát is elöntötte és nagyban hozzájárult a lakosság számának csökkenéséhez. Az el nem öntött területen megmaradt valamennyi magasabb fekvésű termőföld. Az egyik ilyen magasabb fekvésű helyen áll a plébániatemplom, a plébániaház és az iskola.

## Története
A térség már a történelem előtti időben lakott volt, első ismert népe az illírek voltak. Róluk mesélnek az ókorból fennmaradt halomsírok. Az illír háborúk végeztével az 1. század elején e terület is Dalmácia római tartomány része lett. A római jelenlétet az e vidéken előkerült számos régészeti lelet (pénzek, ékszerek, használati eszközök, fegyverek) is igazolja. A horvátok ősei a 7. században vándoroltak be erre a vidékre. A bencés atyák délre fekvő Opačacnál a Vrljika-folyó forrásánál építették fel kolostorukat, innen végezték a térség lakóinak keresztény hitre térítését. A 14. századtól a hívek lelki gondozását a ferencesek vették át, akik az elpusztult kolostort újjáépítették. A település első említése Stjepan Vukčić Kosača bosnyák herceg oklevelében történt "civitate Rixeachi" alakban. A határában levő Gradina nevű két régészeti lelőhely neve, fekvése és leletei arra engednek következtetni, hogy itt állt Ričice középkori vára. Az egyik lelőhely a Szent János templom közelében fekvő kis magaslaton található, ahol történelem előtti és római település maradványai is előkerültek. A másik a 499 méteres Gradina nevű hegyen található, ahol ma is láthatók a középkori várfalak maradványai. Ez a hely fekvésénél fogva kiválóan alkalmas volt a Metković és Split irányából erre vezető utak ellenőrzésére. A török 1463-ban meghódította a közeli Boszniát, majd néhány évvel később már ez a terület is uralmuk alá került. Az 1699-es karlócai béke török kézen hagyta. Végleges felszabadulása csak az újabb velencei-török háborút lezáró pozsareváci békével 1718-ban történt meg. Ezután 1797-ig a Velencei Köztársaság fennhatósága alá tartozott. A felszabadított területre Hercegovinából és a környező falvakból új lakosság települt, akik a proložaci plébániához tartoztak. 1734-ben Blašković püspök elrendelte, hogy Ričicének saját káplánja legyen, aki a településen lakik. A velencei uralomnak 1797-ben vége szakadt és osztrák csapatok vonultak be Dalmáciába. 1806-ban az osztrákokat legyőző franciák uralma alá került, 1809-ben az Illír tartományok része lett, de Napóleon lipcsei veresége után 1813-ban újra az osztrákoké lett. 1857-ben 590, 1910-ben 835 lakosa volt. 1918-ban az új szerb-horvát-szlovén állam, majd később a Jugoszláv Királyság része lett. A második világháború után a szocialista Jugoszláviához került. A lakosság elvándorlása az 1970-es évektől vette kezdetét. 1991 óta a független Horvátországhoz tartozik. 2011-ben a településnek 1390 lakosa volt.

## Lakosság
| Lakosság változása | Lakosság változása | Lakosság változása | Lakosság változása | Lakosság változása | Lakosság változása | Lakosság változása | Lakosság változása | Lakosság változása | Lakosság változása | Lakosság változása | Lakosság változása | Lakosság változása | Lakosság változása | Lakosság változása | Lakosság változása |
| ------------------ | ------------------ | ------------------ | ------------------ | ------------------ | ------------------ | ------------------ | ------------------ | ------------------ | ------------------ | ------------------ | ------------------ | ------------------ | ------------------ | ------------------ | ------------------ |
| 1857               | 1869               | 1880               | 1890               | 1900               | 1910               | 1921               | 1931               | 1948               | 1953               | 1961               | 1971               | 1981               | 1991               | 2001               | 2011               |
| 1.137              | 910                | 1.056              | 1.123              | 1.177              | 1.281              | 1.334              | 1.528              | 1.671              | 1.634              | 1.681              | 1.572              | 1.077              | 734                | 547                | 231                |

## Nevezetességei
- Keresztelő Szent János tiszteletére szentelt római katolikus plébániatemploma[4] 1910-ben épült, felszentelése 1911-ben a szent ünnepén történt. A templom faragott kövekből épült, a hajó hosszúsága 16, szélessége 7 méter, a szentély 4 méter hosszú. A hajó mindkét oldalán félköríves záródású ablakok láthatók. A homlokzat közepén nagy körablak, felette pedig két kis ablakocska látható. Felül a harangtoronyban két harang található. 1942-ben egy földrengés megrongálta, de az erős szél és a hideg is kárt tett benne, mely után helyre kellett állítani. 1963-ban tetőzetét cserélték. 1972-ben átépítették a liturgikus teret. Az oltár és a szentségtartó Bože Radovan spliti mester munkája. A szentségtartó ajtaját a spliti Mate Komar készítette. A szentély falára a varasdi Ivan és Marija Drašković testvérpár készített nagyméretű faliképet.
- A temető közepén állt régi Keresztelő Szent János templom közvetlenül a török uralom alóli felszabadulás után épült. 1733-ban már bizonyosan állt, azonban hosszúsága ekkor még csak mintegy négy méter volt. A templomot lebontották és alapjain azonos méretű halottasházat építettek, melyet 1996-ban temetőkápolnának rendeztek be.
- Ričice középkori várának romjai a település központjában emelkedő Gradina nevű magaslaton. A domb tetején található fennsíkot rosszul megőrzött sáncok veszik körül. A sáncok keleti részén erősebb torony látható. A déli lejtőn volt a külsővár. Az őskori kerámia a teljes dombon is megtalálható, így feltételezhető, hogy a középkori erőd egy korábbi, valószínűleg vaskori erődítmény helyén épült.[5]
- A víztározó építésekor 1980 és 1982 között a „Parlovi“ és „Pratrova glavica“ nevű helyeken két középkori temetőt tártak fel. Ennek során 140 sír került elő, melyek főként a 15. századból származtak. A sírköveket a Szent János templom mellé vitték át és ma is ott láthatók.